# Natalie Dreyfuss
Pour les articles homonymes, voir Dreyfuss.
Natalie Rachel Dreyfuss est une actrice américaine née le 25 février 1987. Elle est connue pour avoir joué le rôle Emily Chandler dans le film américain Nanny Express et celui de Chloé dans la série télévisée La Vie secrète d'une ado ordinaire.

## Biographie
Elle est la fille de Kathy Kann, qui travaille à Hollywood, et de l'acteur Lorin Dreyfuss. Elle est également la nièce de l'acteur Richard Dreyfuss.

## Filmographie

### Cinéma
- 1989 : Let it Ride de Joe Pytka : Abby
- 2007 : National Treasure : Book of Secrets de Jon Turteltaub : Angry College Girls
- 2008 : 33 Griffin Lane de Todd S. Kniss : Jessie
- 2008 : Childless de Charlie Levi : Katherine
- 2012 : Excision de Richard Yates, Jr. : Abigail
- 2012 : Smashed de James Ponsoldt : Amber
- 2012 : The first date de Janella Lacson : Jill

### Télévision

#### Séries télévisées
- 2000 : Whatever : Darren Warner
- 2007 : Burn Notice (saison 1, épisode 3) : Sophie Stagner
- 2007 : Life (saison 1, épisode 2) : Tiffany Sloan
- 2007 : Connected (saison 2, épisodes 2 & 3) : Tiffany Harrington
- 2008 : The Shield (saison 7, épisode 9) : Agnes Billings
- 2008–2009 : Rita Rocks (40 épisodes) : Hallie Clemens
- 2010 : Lie to Me (saison 2, épisode 21) : Molly
- 2010–2011 : Glory Daze (7 épisodes) : Julie
- 2011 : Weeds (saison 7, épisode 11) : Sophie
- 2012 : New Girl (saison 1, épisode 18) : Skyler
- 2012 : Dr House (saison 8, épisode 21) : Courtney
- 2012-2013 : La Vie secrète d'une ado ordinaire (11 épisodes) : Chloe
- 2013 : True Blood : Jessica's Blog (saison 4, épisode 4) : Braelyn Bellefleur
- 2013 : True Blood (saison 6, épisodes 4 & 5) : Fée numéro 1
- 2013 : My Synthesized Life (saison 1, épisode 2) : Leah
- 2013 : We Are Men (saison 1, épisode 8) : Lizzy
- 2013 : Aim High (10 épisodes) : Dakota
- 2013 : The Human Condition (saison 1, épisode 4) : Natalie
- 2014 : 2 Broke Girls (saison 4, épisode 2) : Hilary
- 2014-2015 : The Originals (6 épisodes) : Cassie / Esther Mikaelson
- 2015 : Clipped (mini-série, épisode 7) : Lucy
- 2017 : Baby Daddy (saison 6, épisode 1) : Olivia
- 2017 : Still the King (7 épisodes) : Leia
- 2017 : Will et Grace (saison 9, épisode 4) : Emma
- 2017 : Wisdom of the Crowd (saison 1, épisode 8) : Faith Laferty
- depuis 2020 : Flash (5 épisodes) : Sue Dearbon

#### Téléfilms
- 2008 : Nanny Express (The Nanny Express) de Bradford May : Emily Chandler
- 2017 : Secs & Execs de Stan Zimmerman : Autumn Fairchild
- 2019 : La liste des prétendants (The Dating List) de David I. Strasser : Abby Morel
- 2020 : Amies à la vie, à la mort (Dying To Be You) de Danny J. Boyle : Molly Cumberland
- 2021 : Toi et moi à Noël (Falling for Christmas) de Jessica Harmon : Holly Green